# Budynek Dyrekcji Kolei w Bydgoszczy

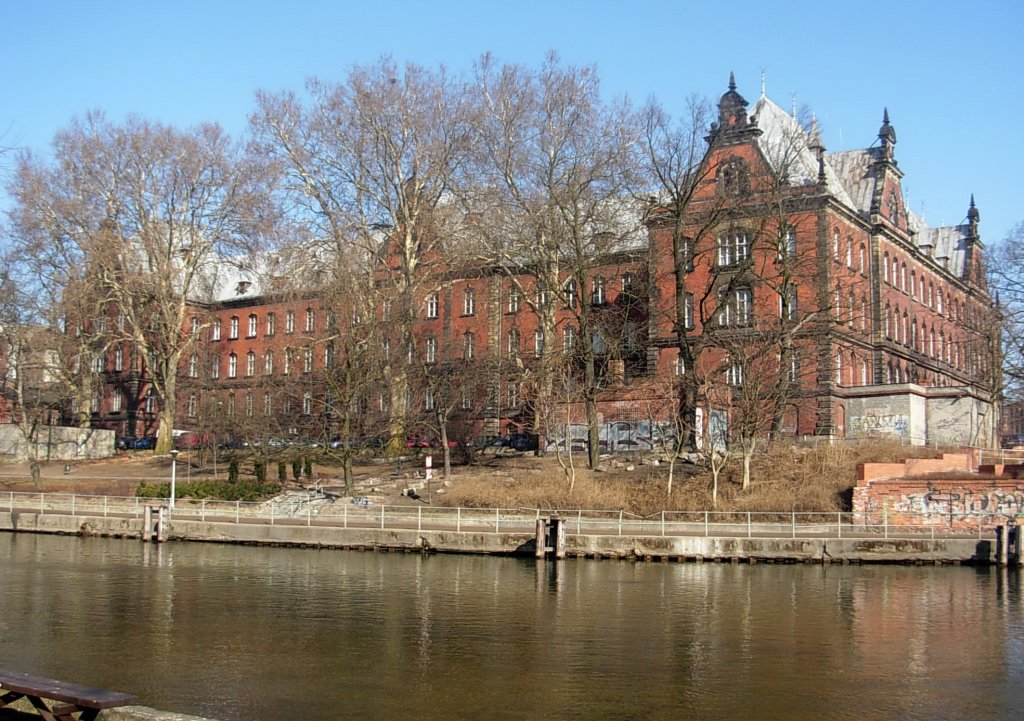
Widok od strony Brdy. Platany przed budynkiem są pomnikami przyrody o obwodach w pierśnicy 320-408cm

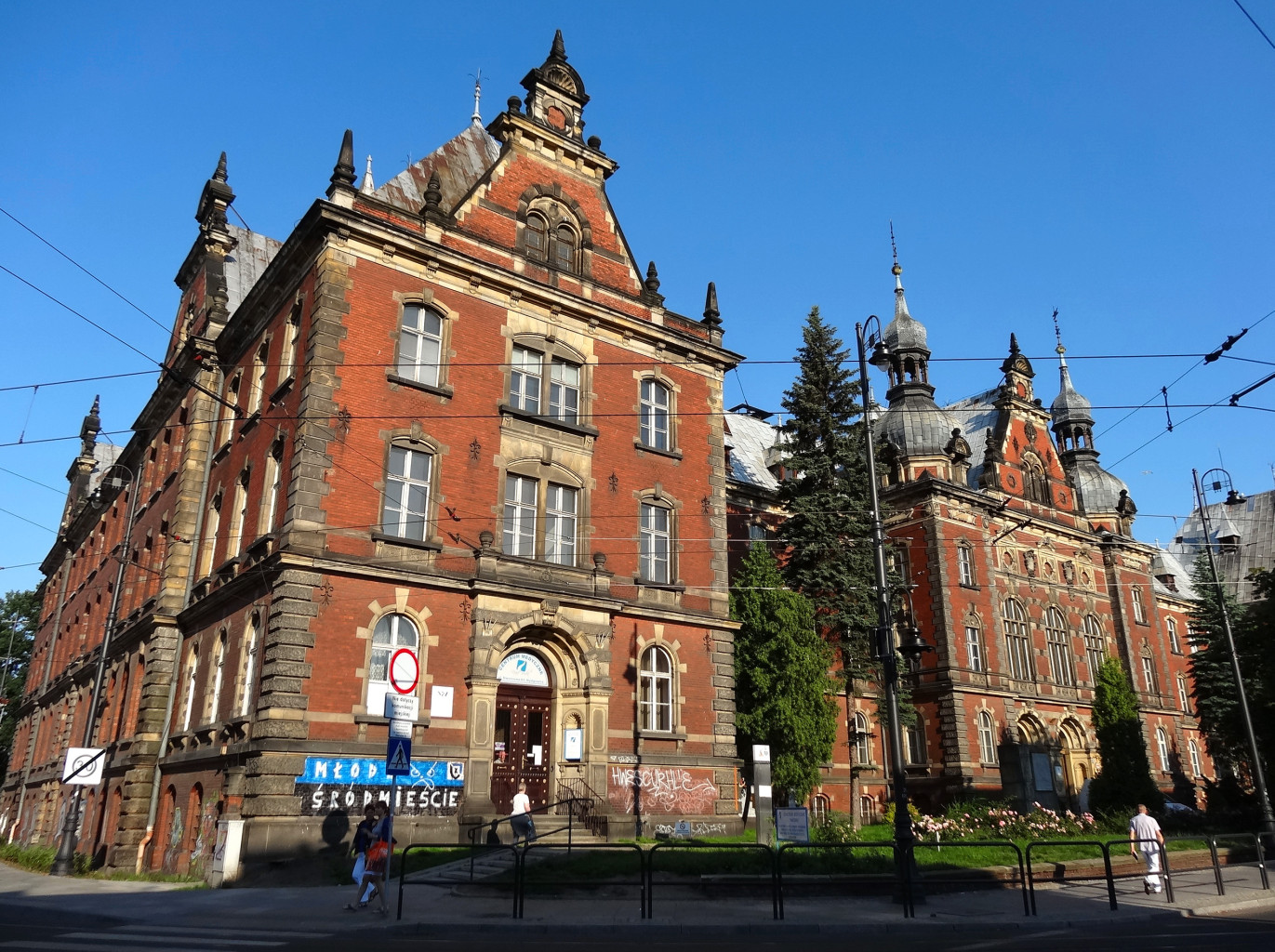
Widok od ul. Dworcowej

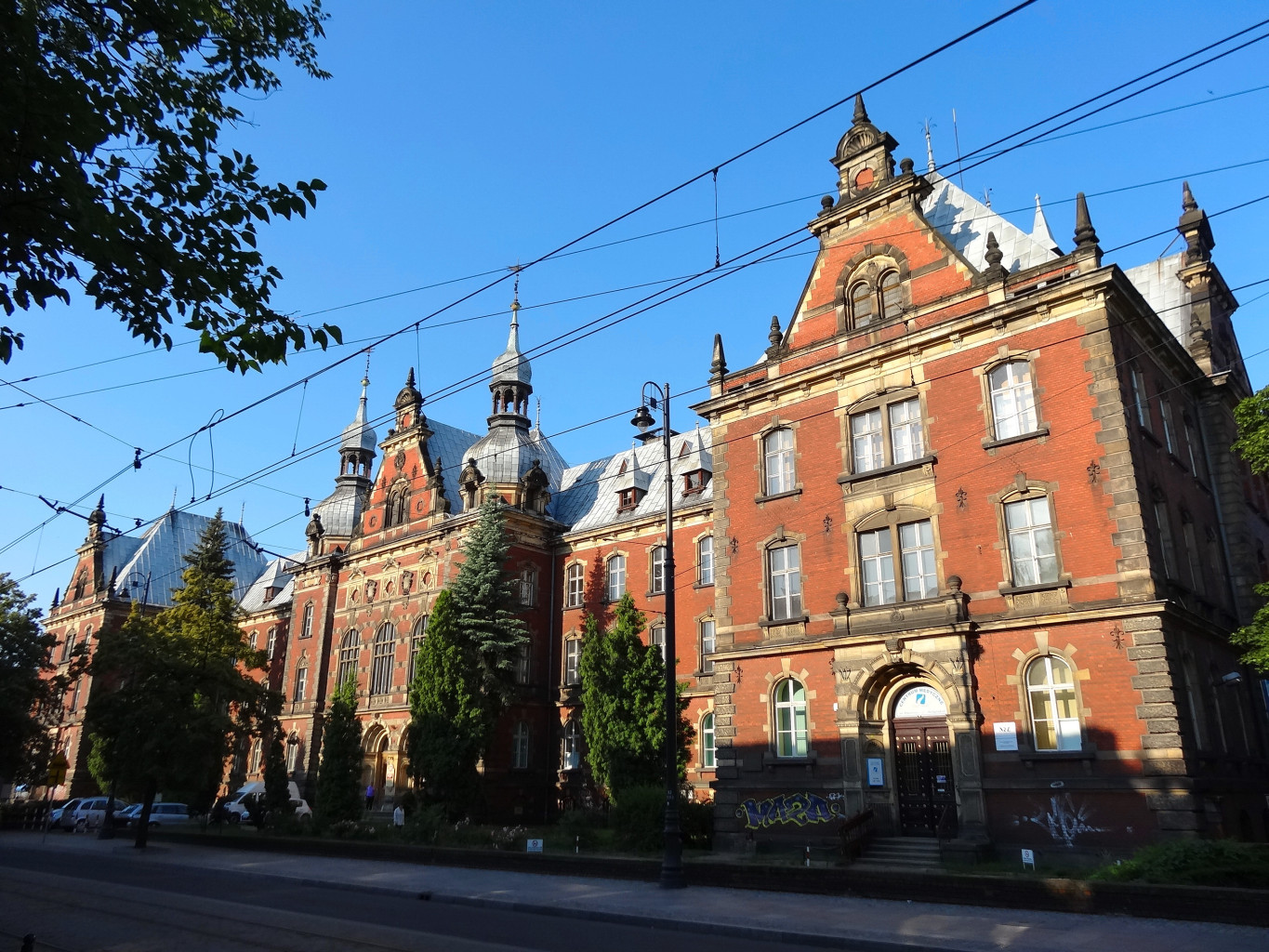
Widok z północy

Budynek byłej Dyrekcji Kolei w Bydgoszczy – zabytkowy budynek w Bydgoszczy, dawna siedziba Dyrekcji Pruskiej Kolei Wschodniej.

## Położenie
Budynek stoi przy ul. Dworcowej 63, w obrębie Śródmieścia Bydgoszczy, nieopodal brzegu Brdy, ok. 300 m od zabudowań dworca kolejowego Bydgoszcz Główna. Do czasu zmiany numeracji nieruchomości w okresie międzywojennym budynek nosił numer 28.

### Historia
Dyrekcja Kolei w Bydgoszczy początkowo (w latach 1849-53) mieściła się w kamienicy przy Nowym Rynku 8. W 1853 została przeniesiona do budynku dworcowego. W miarę jak rozbudowywała się sieć kolejowa, rosło również zatrudnienie w administracji nią zarządzającej. Mimo że w 1861 budynek rozbudowano o masywne skrzydła, a w 1870 niemal w całości przeznaczono na cele administracyjne (urządzono w nim również poczekalnię i restaurację), pomieszczenia starego budynku dworcowego ponownie okazały się zbyt szczupłe i niektóre wydziały dyrekcji przenoszono do wynajmowanych od miasta domów (ok. 1880 wynajmowano 11 takich domów).
W związku z trudną sytuacja lokalową bydgoskiej dyrekcji zaczęto rozważać możliwość budowy nowego gmachu. W 1880 wśród kilku propozycji lokalizacji nowej siedziby rozważano m.in.: kwartał między ul. Dworcową, Unii Lubelskiej, Warszawską i Zygmunta Augusta, teren przy ul. Królowej Jadwigi, przy ul. Gdańskiej w sąsiedztwie hotelu Pod Orłem oraz kilka lokalizacji przy ul. Dworcowej. W 1881 zakupiono teren przy ul. Dworcowej, 20 m od rzeki Brdy i 300 m od dworca kolejowego. Zaprojektowanie planu tej budowli powierzono berlińskiej firmie architektonicznej Gropius und Schmieden. Projektantem budynku był Martin Philipp Gropius (1824-1880).
Projekt nowego budynku dla Dyrekcji Kolei został w 1885 przedłożony do rozpatrzenia na obradach pruskiego parlamentu (Landtagu). Koszty budowy obliczone na ok. 2,5 miliona marek okazały się za wysokie (Ministerstwo Robót Publicznych wyasygnowało na nowy budynek jedynie 1,45 miliona marek), w związku z czym nastąpiła konieczność obniżenia kosztów inwestycji. Ponieważ Martin Gropius już nie żył, zmiany jego planów podjął się, zgodnie ze wskazówkami głównego radcy budowlanego K. Schmeitzera, krajowy inspektor budowlany H. Bergmann. Pod budowę nowego gmachu wyznaczono teren przy ulicy Dworcowej 63, ok. 20 m od rzeki Brdy i 300 m od dworca kolejowego.
Prace przy wznoszeniu budynku rozpoczęto latem 1886, stan surowy osiągnięto pod koniec 1887, a prace wykończeniowe trwały do połowy 1888. Kierownictwo budowy stanowili: inspektor budowlany Bergmann i architekt Dahms. Instalacja wodnokanalizacyjna i centralnego ogrzewania powstawała pod nadzorem rządowego architekta Richtera. Wieże budynku zostały zwieńczone żelaznymi masztami z miedzianymi kulami. Wnętrza obiektu zostały zaprojektowane z użyciem bogatych form architektonicznych i zdobień, które miały podkreślać znaczenie, dostojeństwo i powagę urzędu. W efekcie prac powstał okazały trzykondygnacyjny budynek z dwupoziomowym poddaszem, który do dzisiaj zalicza się do najbardziej reprezentacyjnych budynków municypalnych w Bydgoszczy.
Krótko po wybudowaniu głównego gmachu jego otoczenie wzbogacone zostało o nieduży budynek znajdujący się przy ul. Królowej Jadwigi oraz o szereg budynków gospodarczych m.in. garaże i kotłownię z charakterystycznym, wysokim kominem.
Koncepcja projektu (zarówno wyglądu jego elewacji, jak i wnętrz) miała odzwierciedlać pruski oficjalny styl architektury. W przypadku gmachu dyrekcji nawiązano do stosunkowo rzadko wykorzystywanego w sztuce oficjalnej Prus manieryzmu.
W październiku 2013 budynek został przekazany Collegium Medicum Uniwersytetu Mikołaja Kopernika w Toruniu, w celu utworzenia w nim wydziału stomatologii. Stosowną uchwałę Rada Miasta Bydgoszczy podjęła w lutym 2013. Niezbędne prace remontowe, przystosowanie budynku do potrzeb uczelni oraz jego wyposażenie miały kosztować około 30 mln zł. Wartość budynku posiadającego niemal osiem tysięcy metrów kwadratowych powierzchni użytkowej określona została w akcie notarialnym na 4,9 miliona zł. Z powierzchni przekazanej na cele uczelni wyłączona została przychodnia oraz 3 lokale prywatne.
W początku 2018 wobec rezygnacji CM UMK z planów utworzenia wydziału stomatologii, uczelnia zwróciła obiekt miastu, które wobec fiaska planów przekazania go innej instytucji (Ministerstwu Obrony Narodowej, Ministerstwu Przedsiębiorczości i Technologii, Ministerstwu Sprawiedliwości, Państwowemu Gospodarstwu Wodnemu Wody Polskie, Archiwum Państwowemu, Wojewodzie Kujawsko-Pomorskiemu oraz Marszałkowi Województwa Kujawsko-Pomorskiego), w 2022 wystawiło posiadaną część budynku (ok. 76% obiektu) na sprzedaż. Nabywcą została poznańska firma Pan Development.

### Architektura
Budynek dyrekcji kolei zbudowany jest w stylu historyzmu, w odmianie neorenesansu nawiązującej do manieryzmu niderlandzkiego, z wieżą i dekoracyjnymi szczytami. Układ wnętrz i kompozycja elewacji jest symetryczna, co podkreśla monumentalny i reprezentacyjny charakter obiektu.
Gmach zbudowano na planie wydłużonego prostokąta o wymiarach 93,71 × 62,88 m, z czterema ryzalitami w skrzydłach i środkowym od frontu oraz trzema wewnętrznymi dziedzińcami: dwoma większymi kwadratowymi (21,18 m x 21,18 m) i jednym mniejszym prostokątnym (14,00 m x 9,90 m). Korpus nakryty jest wysokimi dachami dwuspadowymi, w ryzalitach zastosowano dachy namiotowe z lukarnami, a w ryzalicie od frontu dwie wieże, zwieńczone hełmami z latarniami. Elewacja frontowa zdobiona jest detalem kamieniarskim ze śląskiego piaskowca i sztucznego kamienia. Szczególnie bogato dekorowany jest portal na osi ryzalitu frontowego. Na elewacjach zastosowano czerwoną i żółtą cegłę licową.
Gmach posiada piwnice i trzy kondygnacje oraz obszerne, dwupoziomowe poddasze. W budynku zaprojektowano 176 pokoi oraz salę prezydialną o wymiarach 14x8,9 m i wysokości 8,2 m. Posiada ona bogaty wystrój składający się z motywów architektonicznych, malowideł, sztukaterii i rzeźb pochodzących z atelier Otto H. Trennerta. Głównym materiałem budulcowym ścian jest cegła łączona zaprawą wapienno-cementową i oblicowana z zewnątrz czerwoną cegłą licówką. Powierzchnie ścian zewnętrznych urozmaicone są fryzami z żółtej cegły klinkierowej i zielonej, glazurowanej, a boniowanie naroży budynku, gzymsy, portale, ościeża i węgary wykonane są z piaskowca. W ryzalitach bocznych i środkowym znajdują się wejścia do budynku. Każde z nich ujęte jest w bogato zdobiony portal. Cegła oraz piaskowiec służący do oblicowania ścian sprowadzono z Dolnego Śląska.
Zachowana jest pierwotna stolarka okienna o zróżnicowanych formach, z najbardziej dekoracyjnymi oknami sali obrad (okna w ryzalicie środkowym), przechodzącymi przez dwie kondygnacje. Wszystkie zryzalitowane części budynku zwieńczone są podobnymi w formie szczytami, przy czym najbardziej rozbudowany jest szczyt ryzalitu środkowego. Flankują go dwie wysokie wieże o baniastych hełmach z ośmiokątnymi latarniami.
Dachy, wsparte na drewnianej konstrukcji, pierwotnie zostały przykryte angielską dachówką, po czym na początku l. 80. XX wieku pokryto je arkuszami blachy ocynkowanej. Połacie dachów urozmaicone są lukarnami z ostrosłupowymi daszkami oraz trójkątnymi świetlikami.
Obok głównego gmachu, przy ul. Królowej Jadwigi znajduje się kolejny budynek, w którym powtórzono stylistykę budynku głównego, upraszczając ją jednak i ograniczając się tylko do pewnych elementów (m.in. boniowane naroża, obramienia okien, kontrast między tynkowanymi elementami a ceglaną ścianą). Przebudowy tego obiektu pozbawiły go stromych dachów i szczytów. W latach 2009–2010 wykonano remont, który obejmował m.in. odtworzenie kształtu spadzistego dachu.
Po oddaniu budynku do użytku w 1889 znajdowały się w nim następujące pomieszczenia:
- w piwnicy – dwa mieszkania dla woźnych, oddział druków i oddział kontroli;
- na parterze – kasa główna, oddział techniczny, biuro taryfowe i biuro reklamacji;
- na I piętrze – wydział personalny, kancelaria, sekretariat, biblioteka, kontrola ruchu, miejsce registratury i kalkulacji;
- na II piętrze – izba planowania, oraz biura techniczne, statystyczne i materiałowe.

Pośrodku budynku, na I piętrze, nad hallem wejściowym znajdowała się reprezentacyjna sala posiedzeń z 3 wielkimi oknami.
Dzisiaj wnętrze budynku tylko częściowo zachowało pierwotny charakter, głównie poprzez niezmienny układ trójprzęsłowego holu, korytarzy ze sklepieniami krzyżowymi, i reprezentacyjną klatkę schodową z oknami wypełnionymi szkłem z trawionymi motywami herbów Gdańska i Poznania.
Reprezentacyjną rolę nadal zachowuje obszerna sala posiedzeń obudowana ozdobną boazerią biegnącą do wysokości ok. 2 m, zwieńczoną zdobionym gzymsem. Do sali prowadzą masywne portale z motywami konsolek, rautów i herm.
W przyziemiu od strony rzeki, za stalowymi okiennicami, zachował się system kolejowej łączności telefonicznej KATS (Kolejowa Automatyczna Telefoniczna Stacja) oraz dalekopisowej KADS; wcześniej funkcjonował tu niemiecki system BASA.

## Galeria

### Widoki zewnętrzne

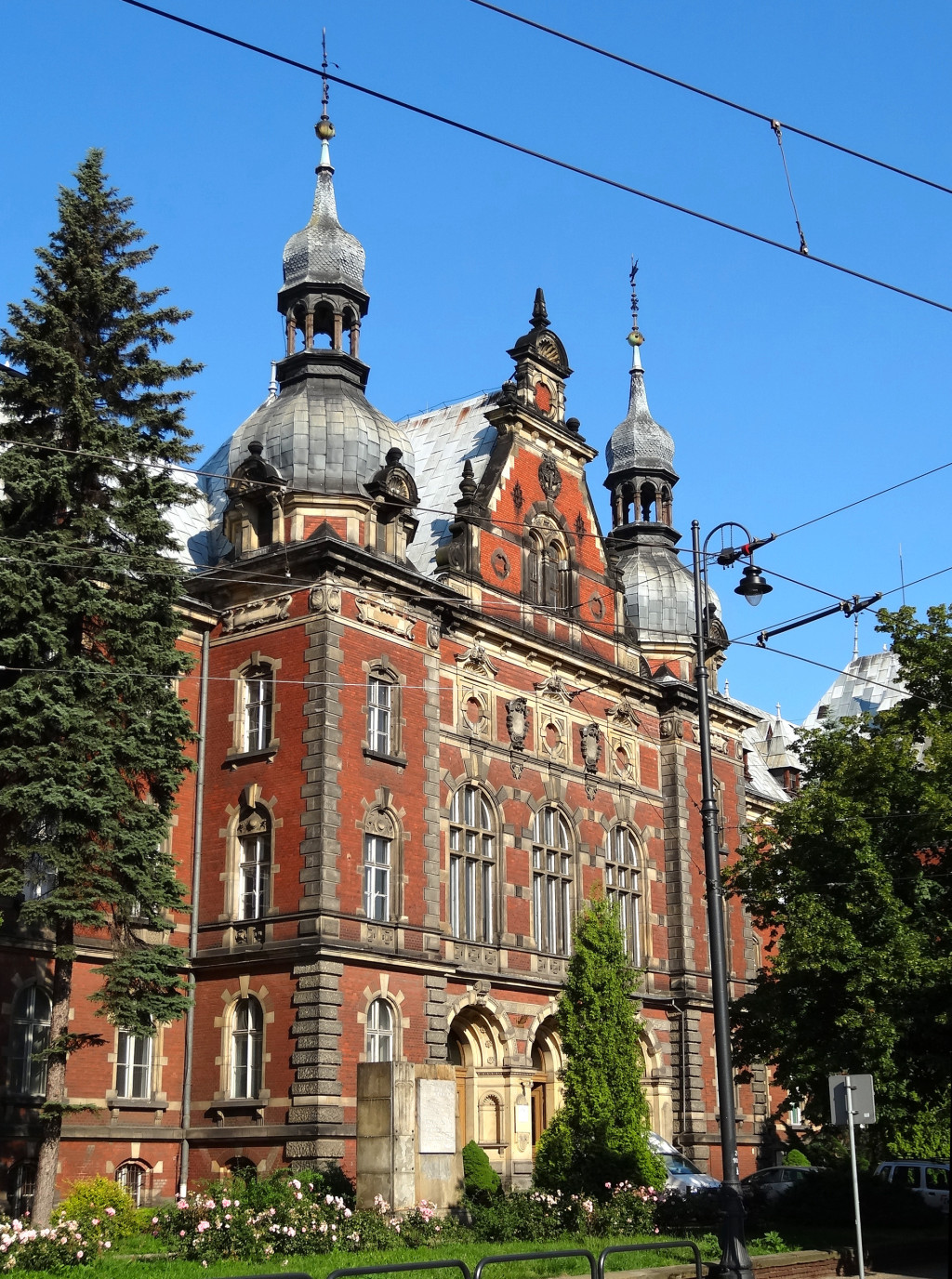
Fasada od ul. Dworcowej
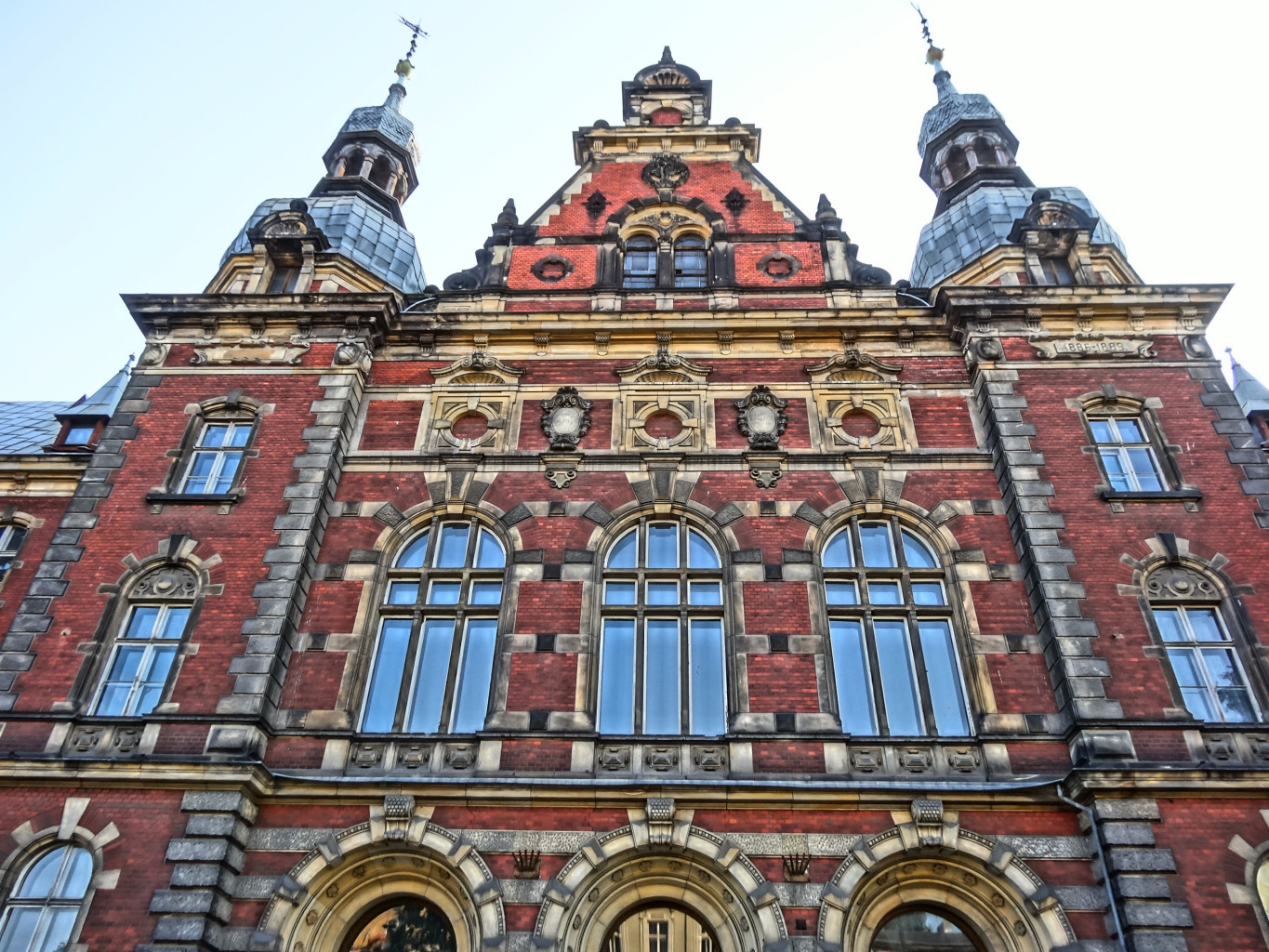
Ryzalit środkowy
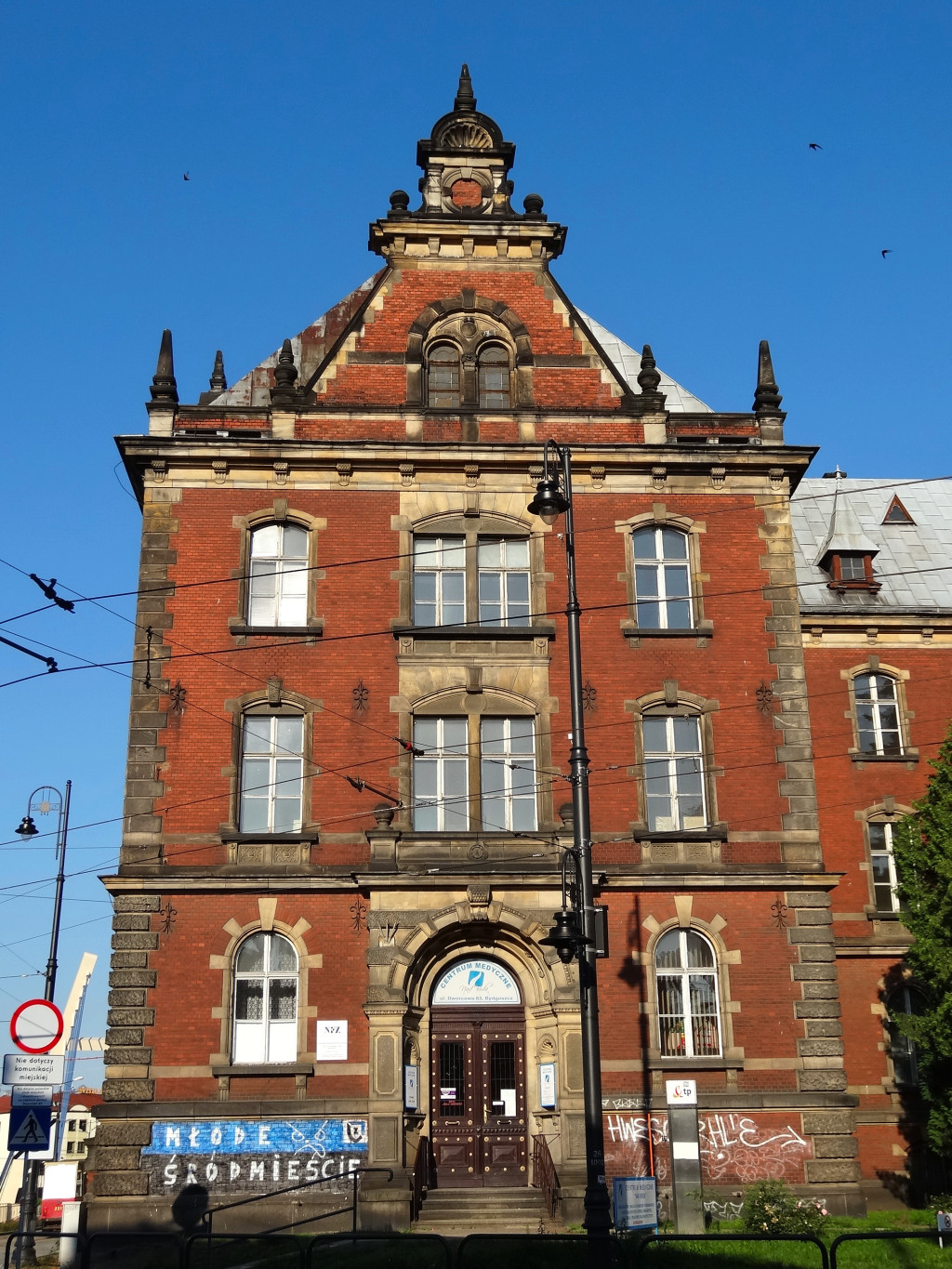
Ryzalit lewy (wschodni)
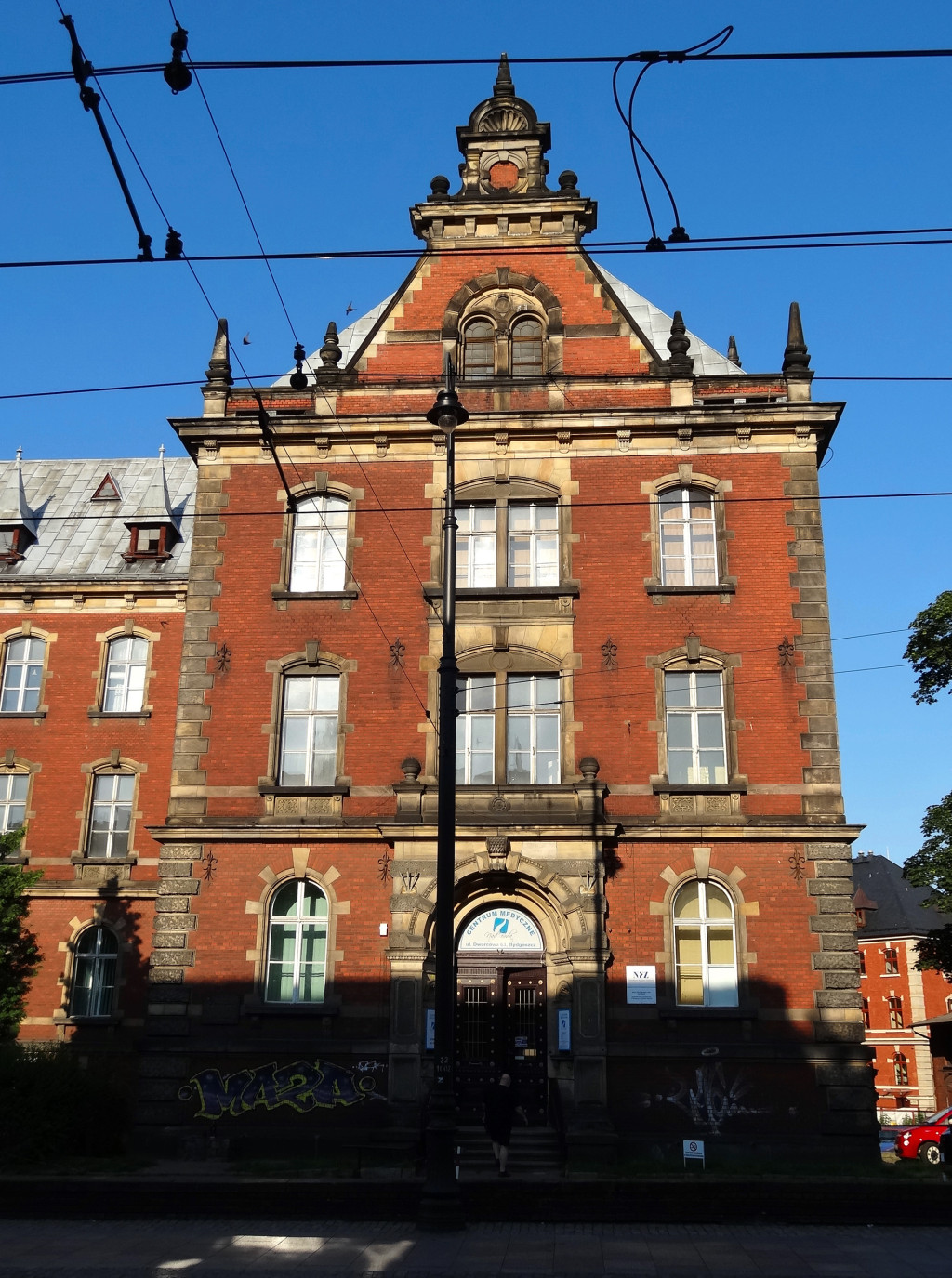
Ryzalit prawy (zachodni)
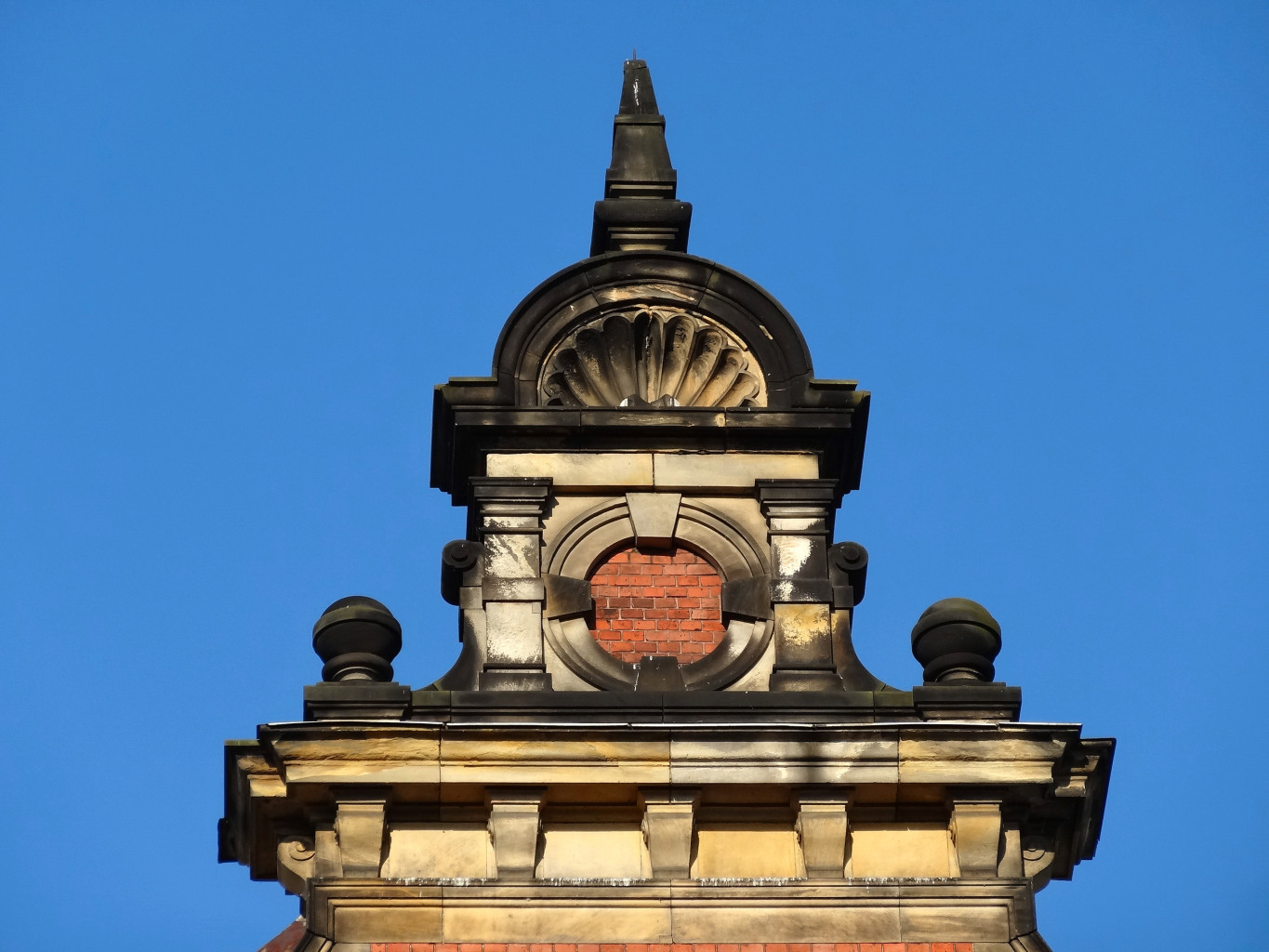
Zwieńczenie szczytu jednego z ryzalitów
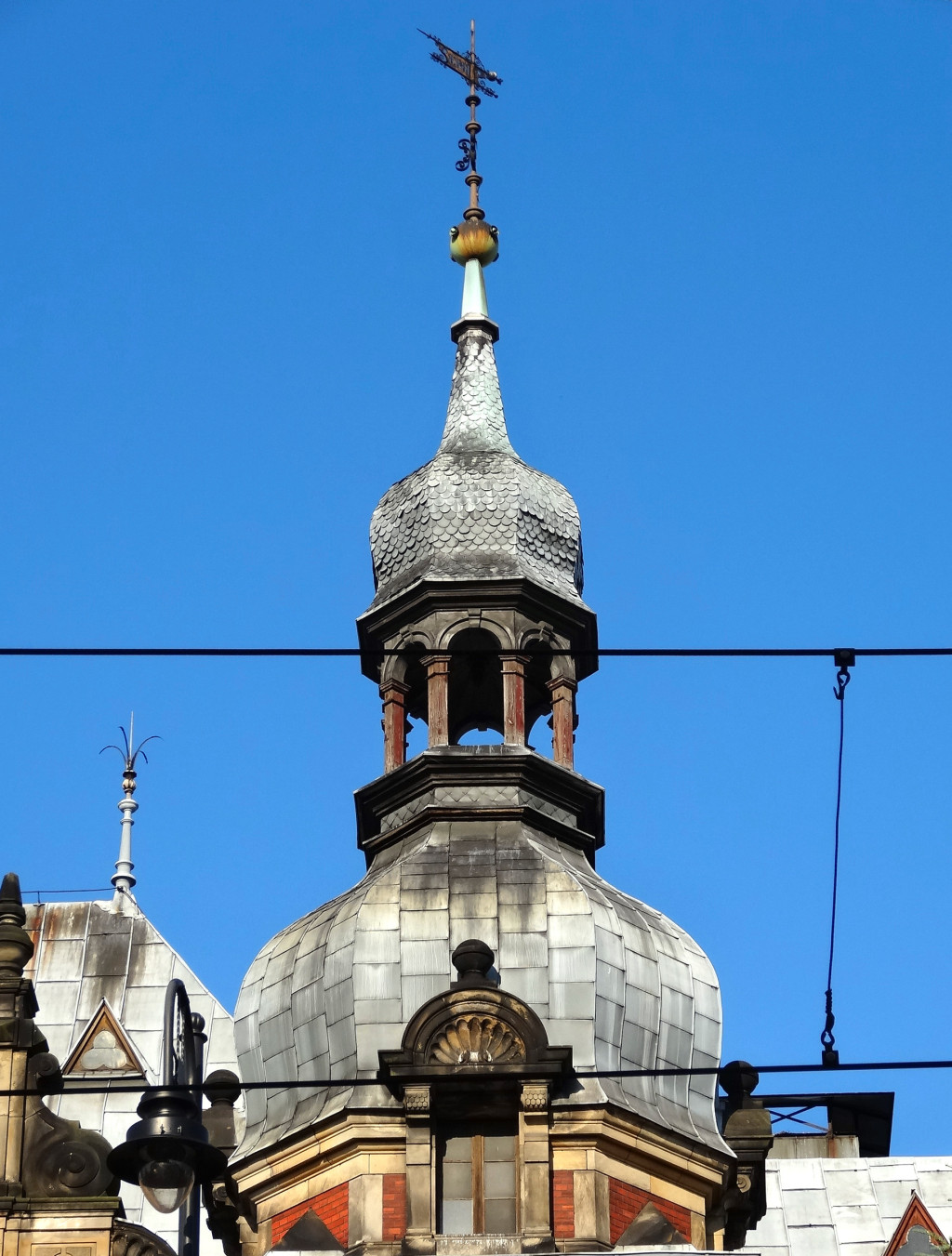
Hełm wieży
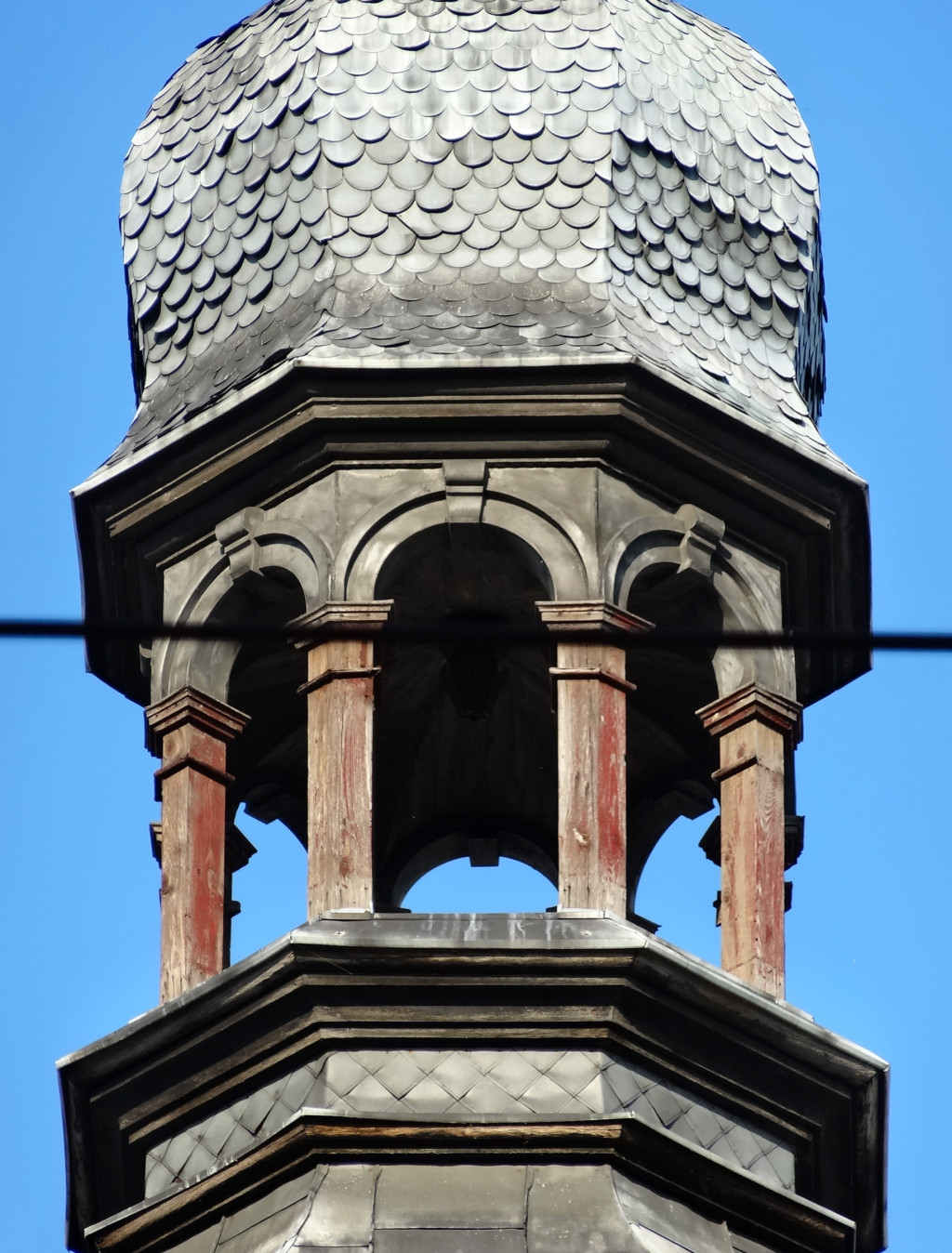
Latarnia hełmu wieży
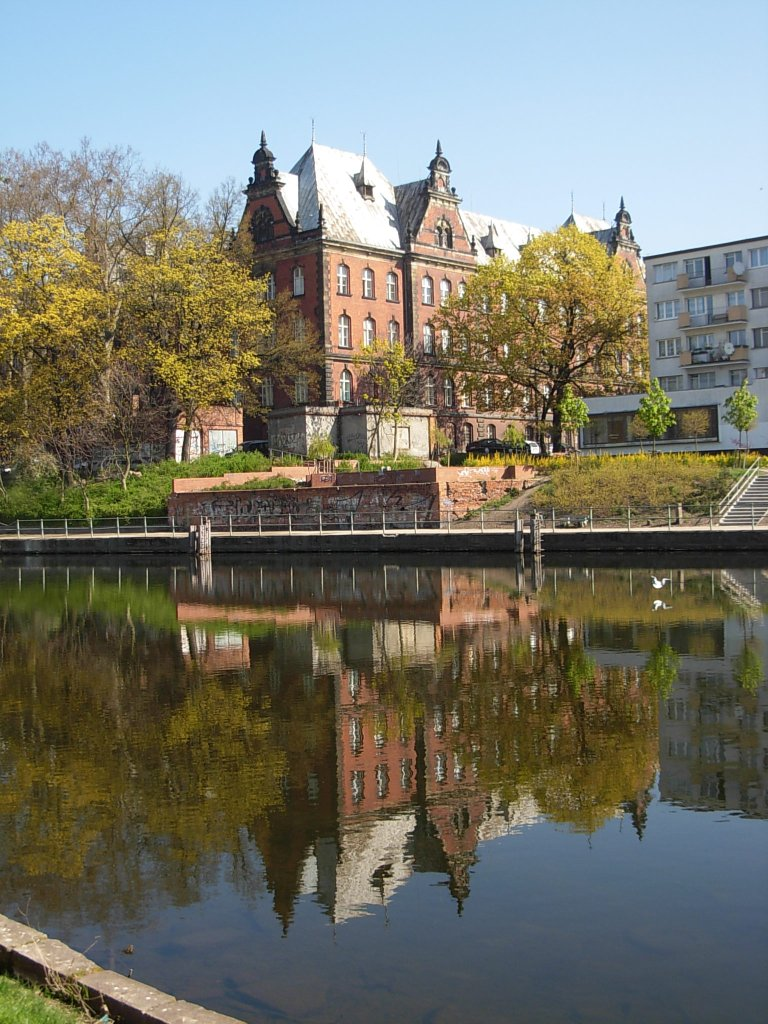
Widok od strony południowej (zza Brdy)
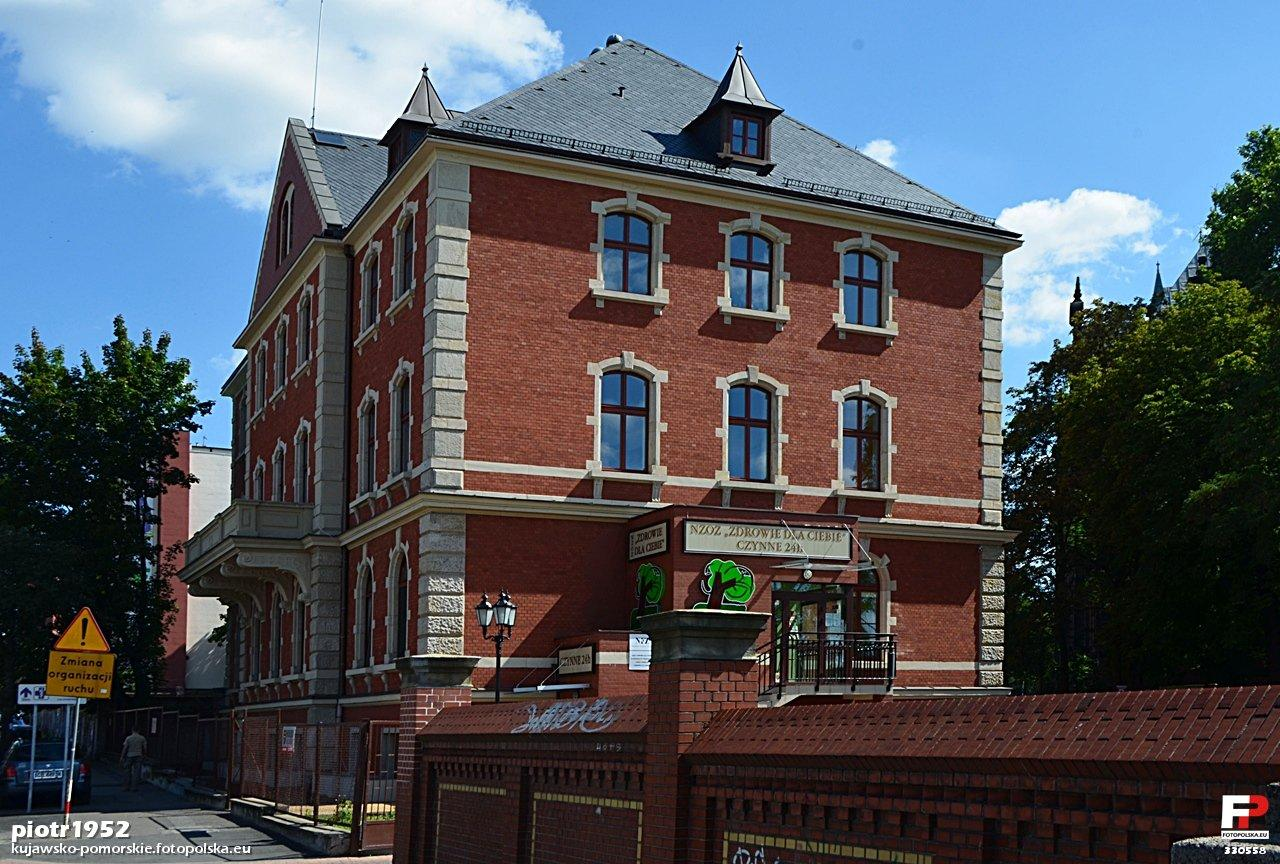
Budynek boczny, wyremontowany w latach 2009–2010 i zaadaptowany na placówkę służby zdrowia

### Wnętrza

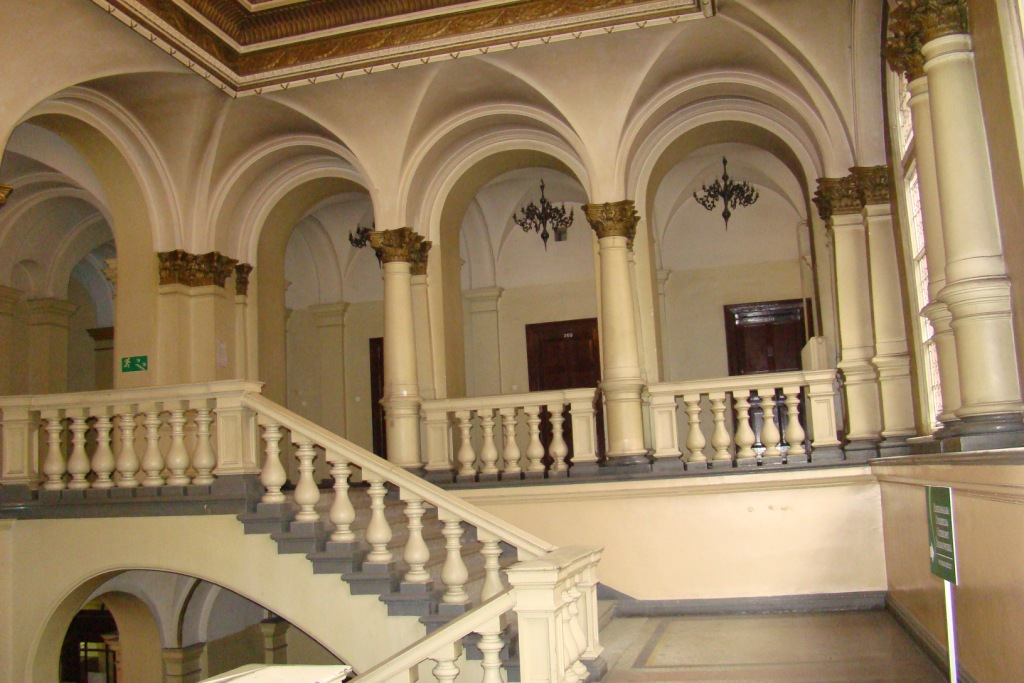
Hall z klatką schodową
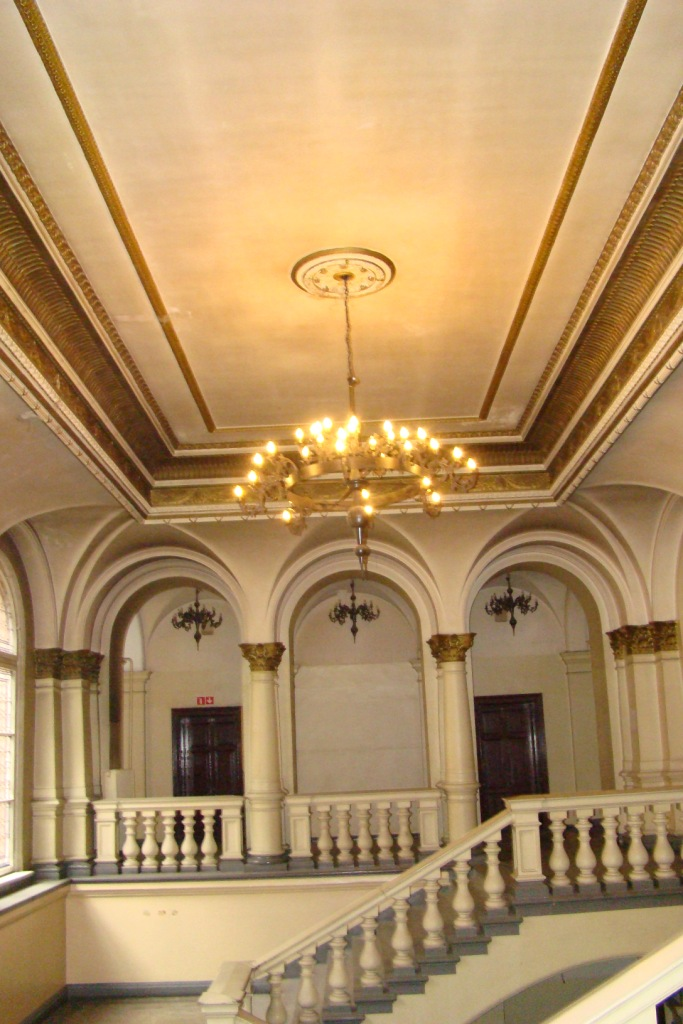
Żyrandol w hallu
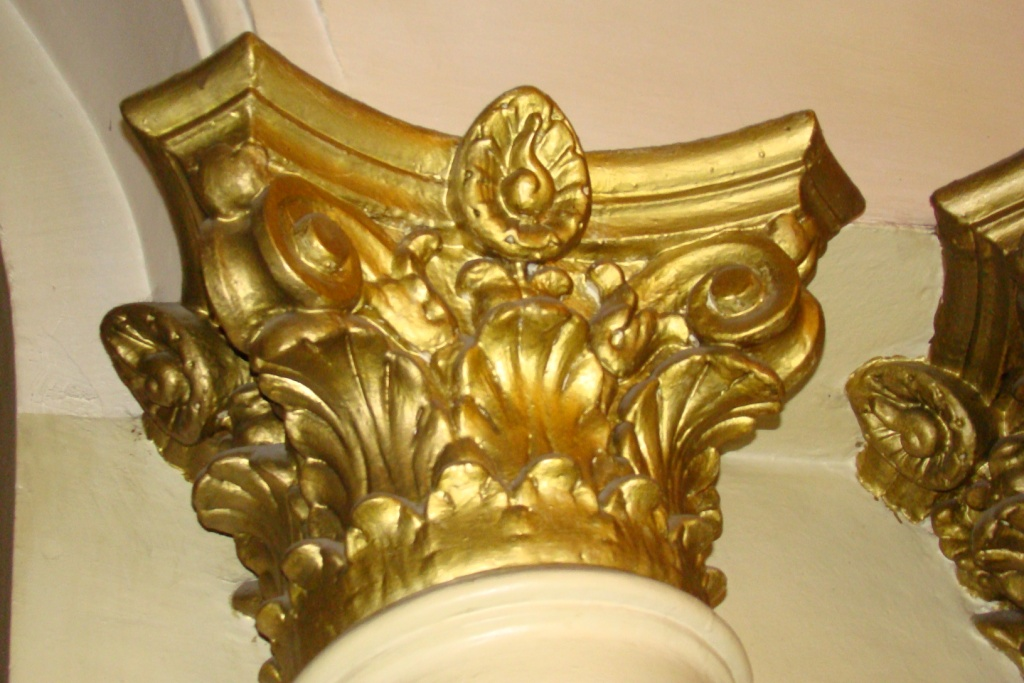
Głowica kolumny
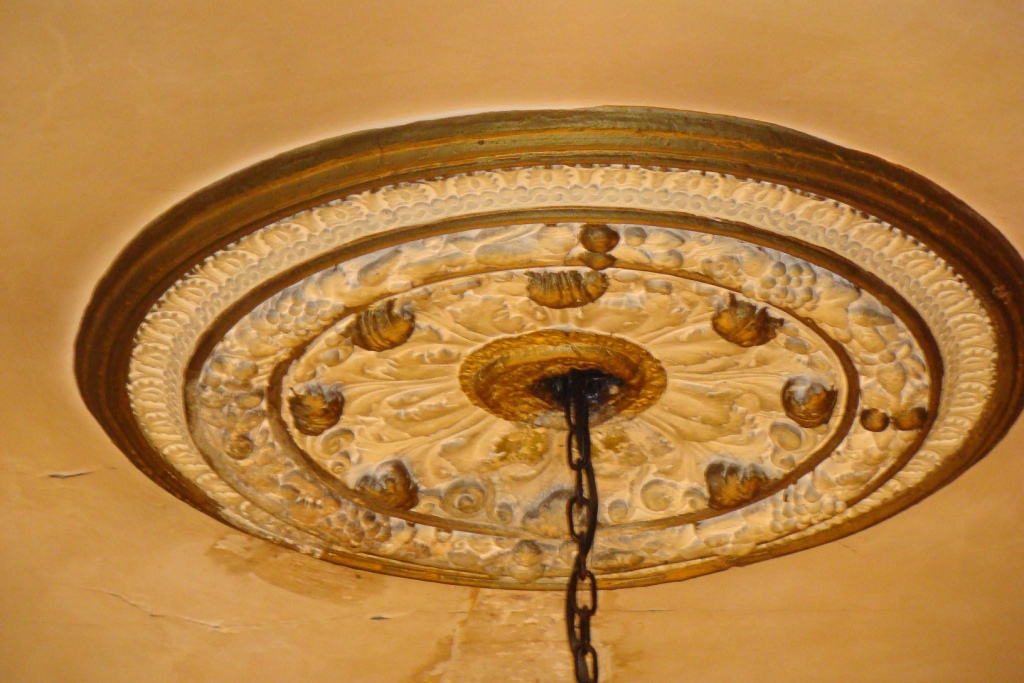
Ozdobny plafon